# Luna (ukraińska piosenkarka)
Luna, właśc. Krystyna Wiktorowna Bardasz (ur. 28 sierpnia 1990 w Dreźnie) – ukraińska piosenkarka, modelka oraz w przeszłości fotografka.

## Życiorys
Urodziła się 28 sierpnia 1990 roku w Dreźnie w rodzinie serwisanta Grupy Wojsk Radzieckich w NRD. Kilka lat później rodzina wróciła na Ukrainę. Jej muzyka została doceniona przez krytyków za specyficzne połączenie muzyki elektronicznej z melancholijnym nastrojem tekstów oraz odniesieniami do popkultury lat 90.

## Dyskografia

### Albumy
- 2016 – "Mag-ni-ty"
- 2017 – "Ostrov Svobody"
- 2018 – "Zakoldovanniye Sny"
- 2019 – "Trans"

### EPki
- 2016 – "Grustniy Dens"
- 2020 – "Fata Morgana"

### Single
- 2015 – "Luna"
- 2015 – "Osen'"
- 2015 – "Alisa"
- 2015 – "Lyutiki"
- 2015 – "Malchik, ty sneg"
- 2016 – "Butylochka"
- 2016 – "Grustnyi Dens"
- 2016 – "Za kray"
- 2017 – "Puli"
- 2017 – "Ogonyok"
- 2017 – "Drug"
- 2017 – "Free Love"
- 2018 – "Potselui"
- 2019 – "Krovavyy Kolodets"
- 2019 – "Del'finy"